# PPG Industries
PPG Industries és una empresa estatunidenca de la llista Fortune Global 500 i proveïdor americà de pintures, recobriments, materials especials, substàncies químiques, vidre, i fibra de vidre. Amb seu a Pittsburgh, Pennsilvània, PPG opera a més de 70 països al voltant del globus. Té la seu central a la PPG Place, amb una oficina i un complex de venda al detall en el centre de Pittsburgh, i és coneguda per la seva façana de vidre que va ser dissenyada per Philip Johnson.

## Història

### Fundació

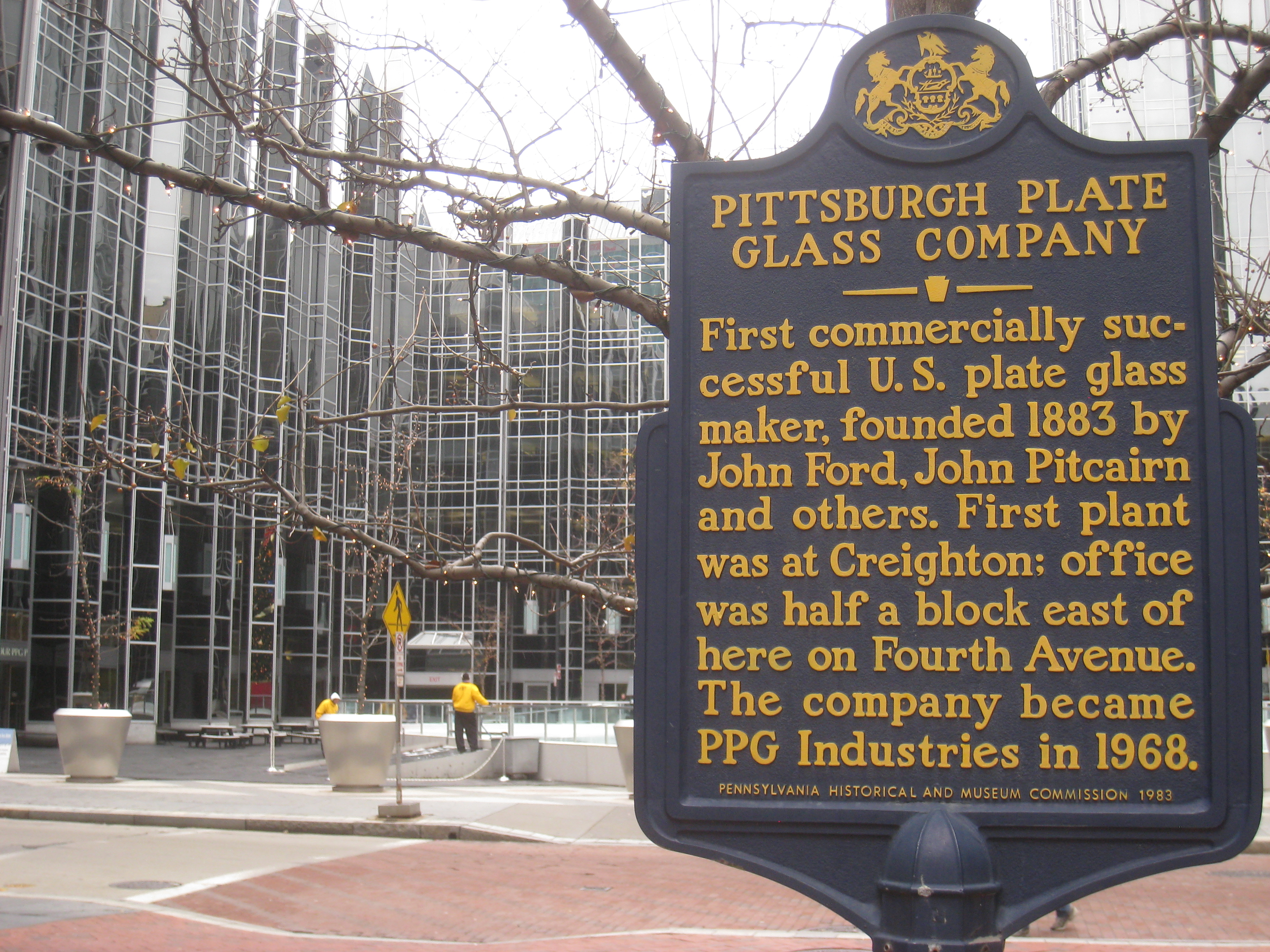
PPG Industgries

Pittsburgh Plate Glass Company va ser fundada el 1883 pel Capità John Baptiste Ford i John Pitcairn, Jr., a Creighton, Pennsilvània.

### Segle XX
El 19 de desembre de 1968 l'empresa va canviar el seu nom a PPG Industries, Inc., per mostrar la seva diversitat d'oferta. Ditzler Color Company, fundada el 1902 dedicada al tractament del color de l'automòbil, va ser adquirida per Pittsburgh Plate Glass Company (ara PPG) el 1928. A mitjan anys 1980, Cipisa, una empresa de pintura espanyola va ser adquirida i va rebatejada com PPG Ibérica. El CEO de Cipisa, Pere Nadal Carres esdevenia així CEO de PPG Ibérica. El 1990 PPG va fundar Transitions Optical com a projecte conjunt amb Essilor.

### Segle XXI
El 2007, l'empresa va ser implicada en una demanda judicial per no revelar una reducció de compra del seu dos clients més important de vidre d'automòbil. El 2 de gener de 2008, PPG va adquirir el SigmaKalon Group of companies per 3.200 milions de dòlars, de la inversió privada  de la firma Bain Capital, incrementant així el negoci de pintures i recobriments.
L'abril de 2013, PPG va completar l'adquisició del negoci de Nord-amèrica de pintures i recobriments d'AkzoNobel incloent 'Glidden, Liquid Nails i Flood brands.
L'1 d'abril de 2014, PPG va finalitzar la venda de Transitions Optical al seu soci Essilor Internacional deFrança, tanmateix, el centre tècnic de PPG a Monroeville continuaria proporcionant recerca i serveis de desenvolupament per Transitions Optical. El 5 de novembre de 2014 PPG va tancar un tracte, per adquirir  Comex, S.A. de C.V. (“Comex”) per 2.300 milions de dòlars.
L'abril de 2015, PPG va completar l'adquisició de REVOCOAT, un proveïdor global de selladores.

## Rècord mediambiental

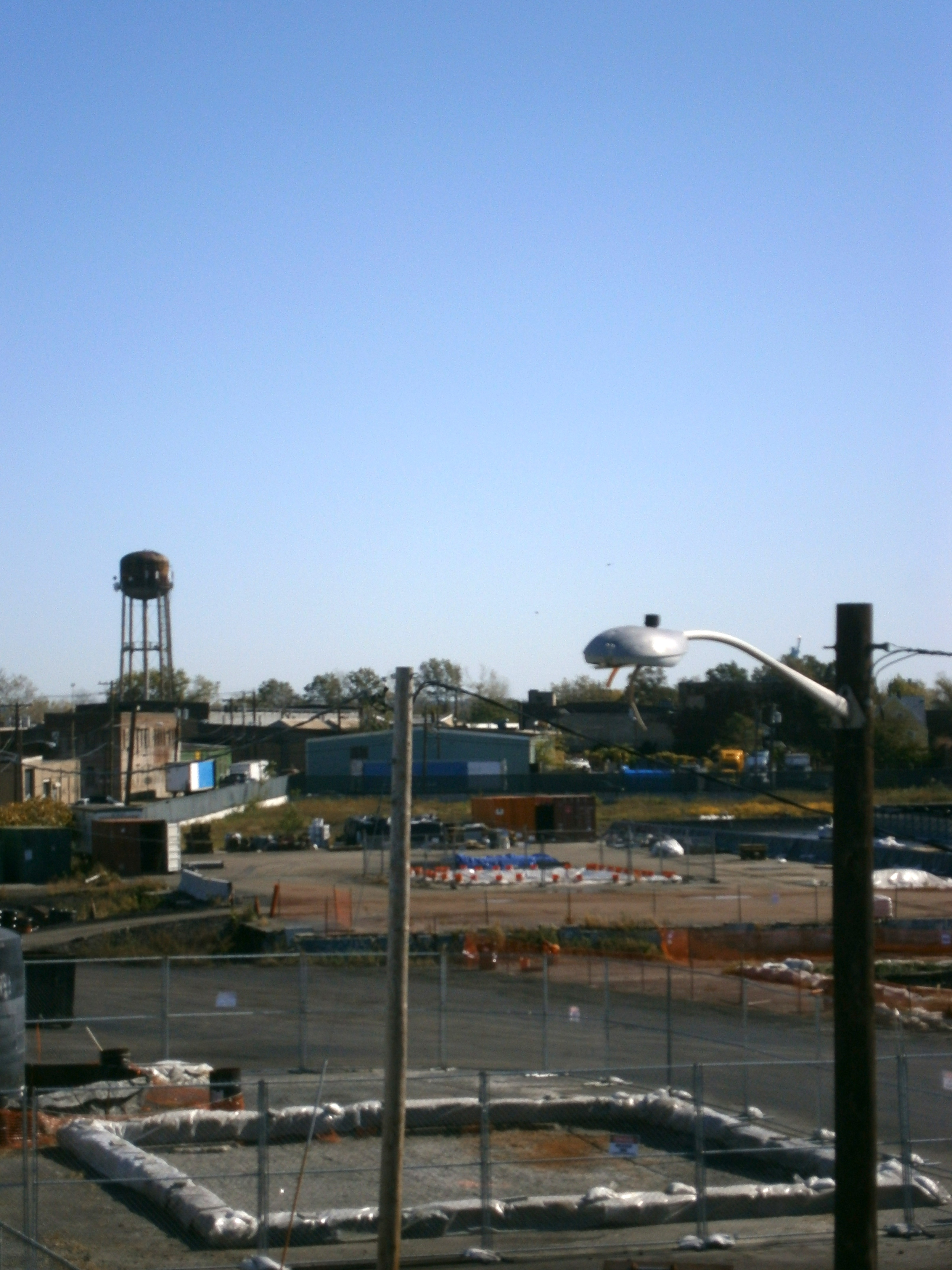
Canal Crossing, Jersey City.

El novembre 2010, PPG va arribar a un acord per treure 700.000 tones de residus tòxics del Canal Crossing, a la Ciutat de Jersey, Nova Jersey on l'empresa va operar una planta de processament del crom entre 1954 i 1963. Normatives estrictes van ser acordades a en un tribunal federal.
El projecte del Lime Lake a Barberton, Ohio, va rebre premis especials en el programa estatunidenc National Beneficial Use of Biosolids Program desde Environmental Protection Agency’s (EPA) regió 5 el 1998.